# Hans Havermann
Hans Havermann (geboren 21. August 1930 in Sickingmühle, Marl; gestorben 24. Januar 2015) war ein deutscher Wirtschaftsprüfer und Manager.  

## Leben
Hans Havermann studierte Betriebswirtschaft an der Universität Köln. Seine berufliche Tätigkeit begann er 1957 als Diplom-Kaufmann bei der Rheinisch Westfälischen Wirtschaftsprüfungs- und Beratungs AG in Köln. 1964 erhielt er die Zulassung als Wirtschaftsprüfer. Im Jahr 1967 wurde er Vorstandsmitglied und nach der Fusion 1971 auch Vorstandsmitglied der Deutschen Treuhand Gesellschaft (DTG), die 1979 nach Düsseldorf zog. Von 1985 bis 1991 war er Sprecher des Vorstands der DTG und wechselte 1991 in den Vorsitz des Aufsichtsrats. In seiner Zeit entwickelte sich die DTG durch Übernahmen und weitere Fusionen zur führenden Wirtschaftsprüfungsgesellschaft in Deutschland.
Havermann war maßgeblich an der Gründung von KPMG International beteiligt, deren European Chairman er von 1992 bis 1994 und deren International Chairman er von 1993 bis 1995 war. 1995 übernahm er den Vorstandsvorsitz der DTG / KPMG-Gruppe Deutschland, aus der er 1997 ausschied. 1998 bis 2002 war er Präsident des Standardisierungsrats des Deutschen Rechnungslegungs Standards Committee (DRSC).
Havermann hatte eine eigene Wirtschaftsberatungspraxis und hielt verschiedene Aufsichtsrats- und Beiratsmandate. Seit 1970 war er führendes Mitglied nationaler und internationaler berufsständischer Vereinigungen und Hauptschriftleiter der Fachzeitschrift Die Wirtschaftsprüfung.
Havermann nahm erstmals 1970 einen Lehrauftrag an der Universität Köln wahr. 1980 wurde er dort promoviert und war seit 1982 Honorarprofessor der Universität Köln. Die Universität Münster verlieh ihm 1991 die Ehrendoktorwürde, 1993 erhielt er den Dr. Kausch-Preis.

## Schriften (Auswahl)
- Leasing: eine Betriebswirtschaftliche, handels- und steuerrechtliche Untersuchung. Düsseldorf: Verl.-Buchh. d. Inst. d. Wirtschaftsprüfer, 1965.
- Rechnungslegung im Wandel: nationale und internationale Entwicklungstendenzen ausgewählter Bereiche. Dissertation Universität zu Köln 1980
- Hans Havermann (Hrsg.): Bilanz- und Konzernrecht. Festschrift zum 65. Geburtstag von Dr. Dr. h. c. Reinhard Goerdeler. IDW Verlag, Düsseldorf 1987, ISBN 3-8021-0332-7.